# 1979년 드니프로제르진스크 공중 충돌 사고
드니프로제르진스크 공중 충돌 사고는 1979년 8월 11일 소련 드니프로제르진스크(현재의 우크라이나 카미얀스케) 상공에서 아에로플로트 투폴레프 Tu-134 2기가 공중 충돌한 사고이다. 이 사고로 탑승해 있던 FC 파흐타코르 타슈켄트 선수단을 비롯한 탑승인원 178명이 전부 사망하였다.

## 같이 보기
- 아에로플로트의 사건 및 사고
- 미하일 안